# خونیرود (کلیبر)
خوینِرود یکی از روستاهای استان آذربایجان شرقی است که در دهستان میشه‌پاره بخش مرکزی شهرستان کلیبر واقع شده است.
اهالی این روستا به زبان تاتی، سخن می‌گویند که زبان کهن آذربایجان بوده است.
سانحه سقوط بالگرد ورزقان ۱۴۰۳ که منجر به کشته شدن ۸ شخصیت مشتمل بر ابراهیم رئیسی (رئیس‌جمهور وقت)، مالک رحمتی (استاندار)، حسین امیرعبداللهیان‌ (وزیر امور خارجه) و سید محمدعلی آل هاشم بود در نزدیکی این روستا رخ داده است. 